# Ausztrál szalangána
Az ausztrál szalangána (Aerodramus terraereginae) a madarak (Aves) osztályának sarlósfecske-alakúak (Apodiformes) rendjébe, ezen belül a  sarlósfecskefélék (Apodidae) családjába tartozó faj.
A magyar név forrással nincs megerősítve.

## Rendszerezése
A fajt Allan Octavian Hume angol ornitológus írta le 1878-ban, a Cypselus nembe Cypselus terrae-reginae néven.

## Alfajai
- Aerodramus terraereginae chillagoensis Pecotich, 1982
- Aerodramus terraereginae terraereginae (E. P. Ramsay, 1875)[2]

## Előfordulása
Ausztrália északkeleti részén honos. Természetes élőhelyei a szubtrópusi és trópusi síkvidéki esőerdők és szavannák, sziklás környezetben, barlangok közelében. Állandó, nem vonuló faj.

## Megjelenése
Testhossza 11 centiméter.

## Életmódja
A levegőben kapja el rovarokból és lebegő pókokból álló táplálékát.

## Természetvédelmi helyzete
Az elterjedési területe nagyon nagy, egyedszáma pedig stabil. A Természetvédelmi Világszövetség Vörös listáján nem fenyegetett fajként szerepel.